# Alois Kälin
Alois Kälin (n. 13 aprilie 1939, Einsiedeln, cantonul Schwyz, Elveția) este un sportiv ce a reprezentat Elveția, medaliat olimpic. A participat la 2 ediții ale Jocurilor Olimpice (1968, 1972) în care a câștigat o medalie de argint.